# Зимбабве на Светском првенству у атлетици на отвореном 2011.
Зимбабве је учествовао на 13. Светском првенству у атлетици на отвореном 2011. одржаном у Тегу од 27. августа до 4. септембра. Репрезентацију Зимбабвеа представљала су 4 такмичара (3 мушкараца и 1 жена) који су се такмичели у 5 атлетских дисциплина (4 мушке и 1 женска).,
На овом првенству Зимбабве је освојио једну бронзану медаљу, оборила 1 лични рекорд и један такмичар је постигао најбољи лични резултат сезоне. Према броју одвојених медаља Зимбабве је поделио 34 место, а према табели успешности према броју и пласману такмичара који су учествовали у финалним такмичењима (првих 8 такмичара) поделио је 48. место од 204 земље учеснице.
| Плас. | Земља    | 1. место | 2. место | 3. место | 4. место | 5. место | 6. место | 7. место | 8. место | Бр. финал. | Бод. |
| ----- | -------- | -------- | -------- | -------- | -------- | -------- | -------- | -------- | -------- | ---------- | ---- |
| =48.  | Зимбабве | 0        | 0        | 1        | 0        | 0        | 0        | 0        | 0        | 1          | 6    |

## Учесници
| Мушкарци: - Нгонидзаше Макуша — 100 м, скок удаљ - Габријел Мвумвуре — 100 м, 200 м - Катберт Њасанго — Маратон | Жене: - Tandiwe Nyathi — 1.500 м |  |

## Освајачи медаља

### Бронза
- Нгонидзаше Макуша — Скок удаљ

## Резултати

### Мушкарци
| Атлетичар         | Дисциплина | Лични рекорд | Група    | Група        | Полуфинале           | Полуфинале           | Финале               | Финале       | Детаљи |
| Атлетичар         | Дисциплина | Лични рекорд | Резултат | Место        | Резултат             | Место                | Резултат             | Место        | Детаљи |
| ----------------- | ---------- | ------------ | -------- | ------------ | -------------------- | -------------------- | -------------------- | ------------ | ------ |
| Нгонидзаше Макуша | 100 м      | 9,89 НР      | 10,31    | 3 у гр. 4 КВ | 10,27                | 5. у гр. 5           | Није се квалификовао | 17 / 74      |        |
| Габријел Мвумвуре | 100 м      | 10,23        | 10,63    | 6. у гр. 1   | Није се квалификовао | Није се квалификовао | Није се квалификовао | 43 / 74      |        |
| Габријел Мвумвуре | 200 м      | 20,67        | 21,11    | 6. у гр. 5   | Није се квалификовао | Није се квалификовао | Није се квалификовао | 41 / 53 (54) |        |
| Катберт Њасанго   | маратон    | 2:13:19      |          |              |                      |                      | 2:15:56 ЛРС          | 16 / 51 (67) |        |
| Нгонидзаше Макуша | скок удаљ  | 8,40 НР      | 8,11 кв  | 1. у гр. Б   |                      |                      | 8,29                 |              |        |

### Жене
| Атлетичарка    | Дисциплина   | Лични рекорд | Квалификације | Квалификације | Полуфинале            | Полуфинале            | Финале                | Финале  | Детаљи |
| Атлетичарка    | Дисциплина   | Лични рекорд | Резултат      | Место         | Резултат              | Место                 | Резултат              | Место   | Детаљи |
| -------------- | ------------ | ------------ | ------------- | ------------- | --------------------- | --------------------- | --------------------- | ------- | ------ |
| Tandiwe Nyathi | 1.500 метара | -            | 4:32,79 ЛР    | 11. у гр. 1   | Није се квалификовала | Није се квалификовала | Није се квалификовала | 34 / 35 |        |